# UFC Fight Night: Volkov vs. Rozenstruik
 UFC Fight Night: Volkov vs. Rozenstruik (conosciuto anche come UFC Fight Night 207, oppure UFC on ESPN+ 65, o anche UFC Vegas 56)  è stato un evento di arti marziali miste tenuto dalla Ultimate Fighting Championship il 4 giugno 2022 all'UFC Apex di Las Vegas, negli Stati Uniti.

## Risultati
|                  | Divisione             |                       |                 |                       | Metodo                                        | Round           | Tempo           | Premio          |
| Card Principale  | Card Principale       | Card Principale       | Card Principale | Card Principale       | Card Principale                               | Card Principale | Card Principale | Card Principale |
| ---------------- | --------------------- | --------------------- | --------------- | --------------------- | --------------------------------------------- | --------------- | --------------- | --------------- |
|                  | Pesi massimi          | Alexander Volkov      | batte           | Jairzinho Rozenstruik | KO tecnico (pugni)                            | 1               | 2:12            |                 |
|                  | Pesi piuma            | Movsar Evloev         | batte           | Dan Ige               | Decisione unanime (30–26, 30–27, 30–27)       | 3               | 5:00            |                 |
|                  | Pesi piuma            | Lucas Almeida         | batte           | Michael Trizano       | KO tecnico (pugni)                            | 3               | 0:55            | FOTN            |
|                  | Pesi mosca femminili  | Karine Silva          | batte           | Poliana Botelho       | Sottomissione (D'Arce choke)                  | 1               | 4:55            | POTN            |
|                  | Pesi mosca            | Ode' Osbourne         | batte           | Zarrukh Adashev       | KO (pugni)                                    | 1               | 1:01            | POTN            |
|                  | Pesi mediomassimi     | Alonzo Menifield      | batte           | Askar Mozharov        | KO tecnico (gomitate)                         | 1               | 4:40            |                 |
| Card Preliminare |                       |                       |                 |                       |                                               |                 |                 |                 |
|                  | Pesi paglia femminili | Karolina Kowalkiewicz | batte           | Felice Herrig         | Sottomissione (rear-naked choke)              | 2               | 4:01            |                 |
|                  | Pesi leggeri          | Joe Solecki           | batte           | Alex da Silva Coelho  | Decisione maggioritaria (28–28, 28–27, 29–27) | 3               | 5:00            |                 |
|                  | Pesi piuma            | Damon Jackson         | batte           | Daniel Argueta        | Decisione unanime (30–27, 30–27, 29–28)       | 3               | 5:00            |                 |
|                  | Pesi leggeri          | Benoît Saint-Denis    | batte           | Niklas Stolze         | Sottomissione (rear-naked choke)              | 2               | 1:32            |                 |
|                  | Pesi gallo            | Tony Gravely          | batte           | Johnny Muñoz Jr.      | KO (pugni)                                    | 1               | 1:08            |                 |
|                  | Pesi mosca            | Jeff Molina           | batte           | Zhalgas Zhumagulov    | Decisione non unanime (28–29, 29–28, 30–27)   | 3               | 5:00            |                 |
|                  | Pesi welter           | Rinat Fakhretdinov    | batte           | Andreas Michailidis   | Decisione unanime (30–26, 30–26, 30–27)       | 3               | 5:00            |                 |
|                  | Pesi mosca femminili  | Erin Blanchfield      | batte           | JJ Aldrich            | Sottomissione (guillotine choke)              | 2               | 2:38            |                 |

## Premi
I lottatori premiati ricevettero un bonus di 50.000 dollari.
Legenda:
- FOTN: Fight of the Night (vengono premiati entrambi gli atleti per il miglior incontro dell'evento)
- POTN: Performance of the Night (viene premiato il vincitore per la migliore performance dell'evento)